# Princess Jellyfish
Kuragehime (яп. 海月姫 Курагэхимэ, букв. «Принцесса-медуза») — дзёсэй-манга, написанная и иллюстрированная Акико Хигасимурой, получившая в 2010 году премию издательства «Коданся» как лучшая в своей категории. В том же году манга вошла в число номинантов на другую премию, Манга тайсё.
Публикуется в журнале Kiss с 10 ноября 2008 года. Первый танкобон был выпущен 13 марта 2009 года.
Трансляция адаптированного студией Brain's Base под руководством режиссёра Такахиро Омори аниме-сериала прошла с 14 октября по 30 декабря 2010 года в программном блоке noitaminA телекомпании Fuji TV. Манга лицензирована в Италии компанией Star Comics, а аниме — в США компанией Funimation Entertainment под названием Princess Jellyfish.

## Сюжет
Действие разворачивается вокруг Цукими (яп. 月海, анаграмма иероглифов в слове курагэ, «медуза»), решившей переехать в Токио чтобы осуществить свою мечту и стать иллюстратором. Там поселяется в жилом комплексе Амамидзукан, где строжайше запрещён вход представителям мужского пола — из-за этого правила жильцы-девушки получили прозвище «монашки». Но однажды она приглашает к себе странноватую девушку, которая в итоге оказывается переодетым парнем.

## Персонажи
- Цукими Курасита (яп. 倉下 月海 Курасита Цукими)

Сэйю: Кана Ханадзава
Девушка-отаку, проживающая в Японии и мечтающая стать иллюстратором. Самая молодая из «монашек», ей 18 лет. Её страстным увлечением являются медузы. Когда Цукими была маленькой, мама отвела девочку в океанариум, где та впервые увидела этих обитателей морских глубин и полюбила их. Позднее мать девушки скончалась, однако мечта связать свою жизнь с медузами прочно залегла в сердце. После окончания школы Цукими приехала в Токио, где устроилась на работу иллюстратором. Её домашним зверьком является медуза по имени Клара (яп. クララ Курара), которую и спас от смерти Кураносукэ.
- Кураносукэ Коибути (яп. 鯉淵 蔵之介 Коибути Кураносукэ)

Сэйю: Мицуки Сайга
Сын богатой семьи политиков, имеющий пристрастие одеваться в "женскую" одежду. Делает это он по двум причинам: дабы не стать политиком, как его отец и старший брат Сю; и чтобы «припеваючи жить в мире моды». Ему 20 лет, он гетеросексуал. Его мать — певица-иностранка Лина.
- Тиэко (яп. 千絵子)

Сэйю: Кимико Сайто
Дочь владелицы Амамидзукана, ей 32 года. Любит одеваться в традиционную японскую одежду, в частности кимоно. Имеет коллекцию кукол и свой интернет-магазин.
- Маяя (яп. まやや)

Сэйю: Акэми Окамура
Как и остальные жители «монастыря» — отаку; ей 30 лет. Её любимой книгой является Троецарствие.
- Бамба (яп. ばんば)

Сэйю: Мотоко Кумаи
Любительница поездов и обладательница самой необычной прически, по которой её можно узнать издалека. Шутит, что «имеет встроенный Бамбаскоп, который безошибочно распознаёт самую лучшую еду»; обожает полусырое мясо. Бамбе 32 года, но сама утверждает, что ей — только 8, так как родилась в високосный год 29 февраля.
- Дзидзи (яп. ジジ)

Сэйю: Мамико Ното
Тихая и незаметная, девушка питает страсть к пожилым мужчинам, однако, благодаря природной скромности, избегает неудобных ситуаций, наблюдая за стариками с некоторого расстояния.

## Аниме-сериал
Выход первого эпизода экранизации «Kuragehime» состоялся 14 октября 2010 года. Открывающая композиция сериала «Koko Dake no Hanashi» (яп. ここだけの話) исполнена группой Chatmonchy, а закрывающая, «Kimi no Kirei ni Kizuite Okure» (яп. きみのきれいに気づいておくれ) — коллективом Sambomaster.
| № серии | Название | Трансляция в Японии  |
| ------- | --- | -------------------- |
| 1       | Sex and the Amars «Сэккусу ・ андо ・ дза ・ ама:дзу» (セックス・アンド・ザ・アマーズ)                         | 14 октября 2010 года |
| 2       | Sukiyaki Western Matsusaka «Сукияки ・ уэсутан ・ мацусака» (スキヤキ・ウエスタン・マツサカ)                   | 28 октября 2010 года |
| 3       | Enchanted «Махо: ва Какэрарэтэ» (魔法をかけられて)                                                             | 4 ноября 2010 года   |
| 4       | Let's Meet at the Aquarium «Суидзокукан дэ Аймасё:» (水族館で逢いましょう)                                     | 11 ноября 2010 года  |
| 5       | I Want to be a Jellyfish «Ватаси ва Курагэ ни Наритай» (私はクラゲになりたい)                                  | 18 ноября 2010 года  |
| 6       | Night of the Living Nunnery «Найто ・ обу ・ дза ・ рибингу ・ ама:дзу» (ナイト・オブ・ザ・リビング・アマーズ) | 25 ноября 2010 года  |
| 7       | Islands of Unemployment Cash-lending «Кинъю: Мусёку Рэтто:» (金融無職列島)                                     | 2 декабря 2010 года  |
| 8       | Million-dollar Babies «Мириондара: ・ бэйби:дзу» (ミリオンダラー・ベイビーズ)                                  | 9 декабря 2010 года  |
| 9       | Midnight Cherry Boy «Маёнака но Тьэри:бо:й» (真夜中のチェリーボーイ)                                           | 16 декабря 2010 года |
| 10      | Days of Love and Lukewarm Water «Аи то Нурумаю но Хиби» (愛とぬるま湯の日々)                                   | 23 декабря 2010 года |
| 11      | Jellyfish of Dreams «Дзьэри:фиссу . обу . дори:мусу» (ジェリーフィッシュ・オブ・ドリームス)                    | 30 декабря 2010 года |